# 土星探査
土星探査（どせいたんさ）は、主に土星専用の無人探査機によって行われているが、地球からの距離が遠いこともあり探査の進み方は遅い。初期のミッションはフライバイによるものであったが、2016年現在は土星周回軌道上にカッシーニが存在し、探査を続けている。

## フライバイ

### パイオニア11号

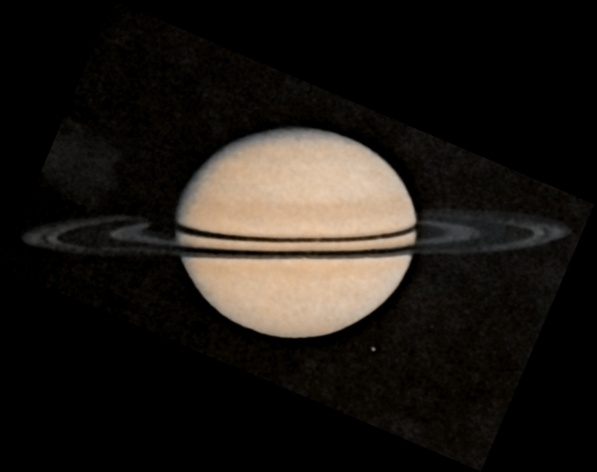
パイオニア11号の土星画像

土星へ最初に到達したのは1979年9月パイオニア11号である。惑星の雲頂から20000kmの場所を通過した。土星や幾つかの衛星の低画質画像が得られたが、画質は表面の様子を窺えるほど良くはなかった。また、土星の輪についても探査し、薄いF環や暗い層が太陽に向かってみた時実際は明るい、すなわちその部分に物質がないわけではないことがわかった。さらに衛星タイタンの気温が250K程度であることを測定した。。

### ボイジャー
1980年11月、ボイジャー1号が土星系に到着、初の土星、土星の輪、衛星などの高解像度画像を送信した。それぞれの衛星の表面の特徴が初めて明らかにされ、アメリカ航空宇宙局 (NASA) ジェット推進研究所のボイジャー運用者がボイジャー1号をタイタンに近づけるアプローチを選んだことで、タイタンの厚い大気が発見された。これは衛星の大気に対する認知を大幅に引き伸ばしたが、一方でタイタンの大気が可視光線では貫けないことがわかり、表面の状態はまったくわからなかった。フライバイは軌道を太陽系平面の外に変更し、これによってボイジャー1号は天王星や海王星、冥王星へのグランドツアーができなくなった。
1981年8月には、ボイジャー2号が土星系に到着し、観測を行った。土星衛星のよりクローズアップされた画像が得られ、リングでの変化の証拠も得られた。土星の上層大気をレーダーで観測し、温度と密度のデータを測定した。結果、気圧が7kPaほどの高い層での温度は70K (-203°C)、120kPaほどの低い層では143K (-130°C) ほどであることがわかった。北極は季節の影響があるかもしれないものの10K程の低温であることがわかった。ただ、フライバイ中、本来可動するカメラが数時間作動しなくなり、幾つかの計画されていた画像撮影ができなかった。土星の重力が直接宇宙船の軌道を変えるために使われた。ボイジャー2号はその後も天王星と海王星へ探査を進めた。
これらの探査機によって幾つかの、惑星の環に近かったり環の中にあったりする新衛星を発見したほか、マクスウェルの空隙、キーラーの空隙などを発見した。

## 周回機

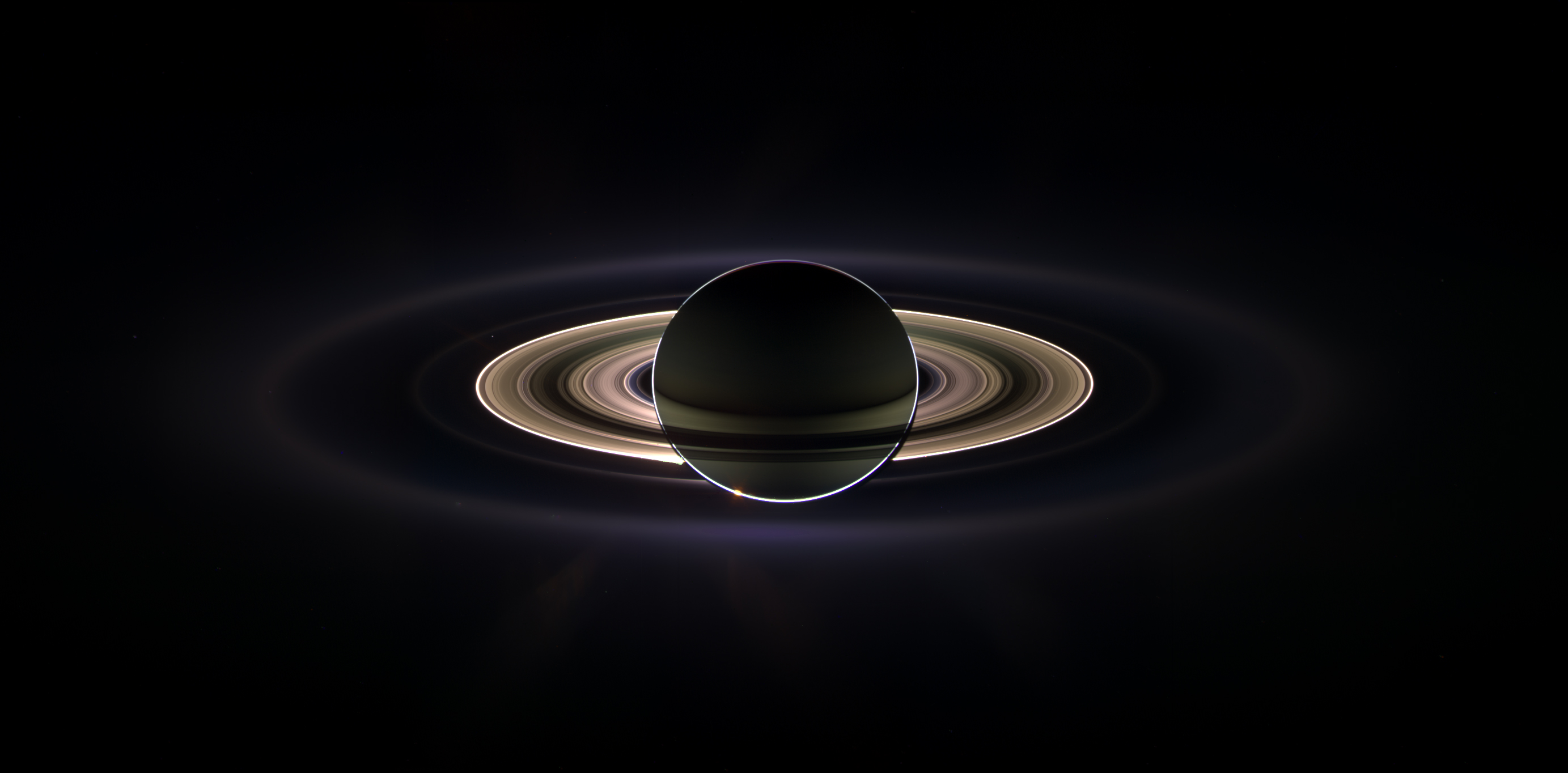
太陽を隠す土星、カッシーニ撮影

2004年7月1日、探査機カッシーニが土星軌道投入噴射を行い、土星の軌道上に乗った。土星軌道投入前から、カッシーニは既に広範囲に土星系を研究していた。2004年6月、フェーベに再接近し、高画質な映像とデータを地球へ送信している。
カッシーニは2度のタイタンフライバイを行い、2004年12月25日にホイヘンス・プローブの投入を試みた。ホイヘンスはタイタンの表面に2005年1月14日に着陸し、大気降下中から着陸後にかけて大量のデータを送信した。2005年、カッシーニはタイタンと氷の衛星で複数のフライバイを行っている。
2006年3月10日、NASAはカッシーニがエンケラドゥスから火山の噴火のように湧き出る水を発見し、衛星内部に液体の水があるという証拠であると発表した。
2006年9月20日、カッシーニの写真によって、F環、G環、E環の間に以前は知られていなかった環が発見された。
2006年7月、カッシーニはタイタンの北極近くで炭化水素の湖を初めて発見し、これは2007年1月に確認された。同年3月、タイタンの北極近くの追加画像によって炭化水素の海が見つかり、最大の物はカスピ海ほどの大きさがあった。
2009年、探査機は新たに4つの衛星を発見した。第一次計画は2008年に終わり、宇宙機は合計74週を行った。2010年に探査機は最初の延長ミッションであるCassini Equinox Missionを開始した。現在は第2次延長ミッションCassini Solstice Missionを行っており、2017年9月まで続けられる予定である。

## 将来の計画
現在、NASAと欧州宇宙機関 (ESA) の協力下での土星探査としてタイタン・サターン・システム・ミッション (TSSM) が提案されている。TSSMはもともとESAのタイタン・エンケラドゥスミッション (TandEM) とNASAのタイタン・エクスプローラーの計画が合流してできたものであった。この計画ではカッシーニによって多くの複雑な現象が明らかにされた土星とその衛星であるタイタンやエンケラドゥスなどを探査する予定である。TSSMは資金獲得のためにEJSMと対抗していたが、2009年2月、ESAとNASAはEJSMをTSSMより先に行うことを公表、TSSMは後の打ち上げまで研究を継続することとなった。

### 中止された計画
他の提案された計画にタイタン表層海探査 (TiME) がある。タイタンのメタンの海に着陸できる降着装置での探査が考えられていた。この計画には2011年5月に300万米ドルが与えられ、ディスカバリー計画の一部として詳細な概念研究が行われた。しかし、2012年8月、NASAはこれらに投入されていた資金を回収し、次期火星着陸計画インサイトに投入することに決めた。

## 註
1. ↑  http://spaceprojects.arc.nasa.gov/Space_Projects/pioneer/PN10&11.html Archived 2006年1月30日, at the Wayback Machine.
2. ↑  Cassini–Huygens: News Archived 2008年3月3日, at the Wayback Machine.
3. ↑  New Ring Spotted Around Saturn Archived 2006年9月20日, at the Wayback Machine. – Article on CNN.com.
4. ↑  Cassini Solstice Mission
5. ↑  http://sci.esa.int/science-e/www/area/index.cfm?fareaid=106
6. ↑  NASA and ESA Prioritize Outer Planet Missions
7. ↑  Jupiter in space agencies' sights

- Hannu Karttunen, et al. (1996), Fundamental Astronomy (3rd ed.), New York: Springer, ISBN 978-3-540-60936-0 2012年2月21日閲覧。.
- NASA/JPL–Caltech (October 18, 2010 [last update]). “Voyager Science Results: Saturn”. voyager.jpl.nasa.gov. 2012年2月21日閲覧。